# Nevest
Nevest (olaszul: Neveste) falu Horvátországban Šibenik-Knin megyében. Közigazgatásilag Unešićhez tartozik.

## Fekvése
Šibeniktől légvonalban 25, közúton 37 km-re keletre, községközpontjától légvonalban 3, közúton 6 km-re délkeletre Dalmácia középső részén a Zagorán fekszik.

## Története
Nevest vidéke régészeti leletekben rendkívül gazdag. A legjelentősebb ókori lelőhely a közeli Koprno határában található, ahol egy a 2. és 5. század közötti illír-római erődített település maradványai között Epona kelta istenséget ábrázoló dombormű került elő. Budine, Samarače és Rudine szintén történelem előtti és illír lelőhelyek, melyek jelentőségére Lujo Marun atya már száz évvel ezelőtt felhívta a figyelmet. A Golobrdo hegyen Galića illír vár maradványai találhatók, Veliki Umacon pedig történelem előtti halomsírok láthatók. A Veliki Bogočin lejtőjén található Lužine területén a keleti gótok temetőjét tárták fel. A Mali Bogočin hegyen és a Divina barlangnál az egyik legjobb állapotban fennmaradt ószláv pogány szakrális építmények kerültek elő. A Nevesti-mező egész környéke a különböző korokból származó régészeti leletek valóságos múzeuma, melyek legnagyobb része még feltárásra vár. A középkorban a korabeli forrásokból ismert Tabunj (Tubnium, Tabia, Tambia) feküdt ezen a vidéken, melynek valószínűleg vára is volt és 1242-ben a tatárjárás során pusztult el. A Nevest név csak a 13. század második felében bukkan fel először a trogori püspökség birtokaként IV. Kelemen pápa 1266. július 13-án kelt bullájában. A név eredete az idők homályába vész. Néhányan a keleti gót „neust” szóból származtatják, mely újat jelentett. 1357-ben Csúz János horvát bán Šibenik városának közösségéhez csatolta. A báni rendeletet 1358-ban I. Lajos magyar király megerősítette (rendelet a Nevest bejáratánál levő kút kitisztításáról). 1379-ben Kelet-Hercegovinából vlachok települtek ide. 1396-ban megemlítik a Magyar Királyság és a Velencei Köztársaság közötti határ megállapításánál, majd 1434-ben e határ megerősítésénél. 1415-ben a török először rabolta ki Šibenik környékének falvait, köztük Nevestet. 1448-ban Nevesten zajlottak tárgyalások Šibenik városának, a horvát bánnak képviselői, valamint a vlachok Blaž nevű főembere között. 1432-ben és 1468-ban újabb török betörések történtek, melyek során fiatal nőket és férfiakat vittek el rabszolgának. 1492. december 24-én megalapították a nevesti Szűz Mária plébániát. 1499 és 1502 között háború dúlt az Oszmán Birodalom és a Velencei Köztársaság között, mely során immár másodszor rombolták le Nevestet. 1522-ben a török Legatović kivételével elfoglalta a falu egész területét, mely a 17. század végéig uralma alatt maradt. A török uralom idején 1537-től Nevest a Klisszai szandzsák része volt. 1570 és 1573 között a ciprusi háború során már harmadszor pusztították el a hadak. A török uralom idején a lakosság pótlására Boszniából és Hercegovinából újabb telepesek érkeztek. A település Zagora területével együtt 1684 és 1699 között a moreai háború során szabadult fel végleg a török uralom alól. 1686-ban újraalapították a nevesti Szűz Mária plébániát, melyhez a szomszédos Cera is hozzá tartozott. 1715 és 1715 között Boszniából és Hercegovinából telepítettek be újabb vlachokat. 1730. június 1–jén Kačič püspök felszentelte a megújított plébániatemplomot. A település 1797-ben a Velencei Köztársaság megszűnésével a Habsburg Birodalom része lett. 1806-ban Napóleon csapatai foglalták el és 1813-ig francia uralom alatt állt. Napóleon bukása után ismét Habsburg uralom következett, mely az első világháború végéig tartott. 1874-ben megkezdődött és 1877-ben befejeződött a vasútvonal építése. 1925-re egészen Splitig megépült a pályatest. 1881 és 1884 között megépült a településen áthaladó Drniš – Trogir főút. 1895-től Lujo Marun atya több alkalommal folytatott régészeti ásatásokat a plébánia területén. A falunak 1857-ben 283, 1910-ben 276 lakosa volt. Az első világháború után rövid ideig az Olasz Királyság, ezután a Szerb-Horvát-Szlovén Királyság, majd Jugoszlávia része lett. 1952-ben felépült az iskola épülete, 1962-ben kiépítették a vízvezetéket. 1971-ben bevezették az elektromos áramot. A délszláv háború során a település mindvégig horvát kézen volt. 1993-ban megépült az Unešićet Sitnoval összekötő út, mely áthalad a településen. 1994-ben bevezették a telefont a településre. 2011-ben 103 lakosa volt, akik főként földműveléssel foglalkoztak.

## Lakosság
| Lakosság változása | Lakosság változása | Lakosság változása | Lakosság változása | Lakosság változása | Lakosság változása | Lakosság változása | Lakosság változása | Lakosság változása | Lakosság változása | Lakosság változása | Lakosság változása | Lakosság változása | Lakosság változása | Lakosság változása | Lakosság változása |
| ------------------ | ------------------ | ------------------ | ------------------ | ------------------ | ------------------ | ------------------ | ------------------ | ------------------ | ------------------ | ------------------ | ------------------ | ------------------ | ------------------ | ------------------ | ------------------ |
| 1857               | 1869               | 1880               | 1890               | 1900               | 1910               | 1921               | 1931               | 1948               | 1953               | 1961               | 1971               | 1981               | 1991               | 2001               | 2011               |
| 283                | 486                | 311                | 255                | 304                | 276                | 404                | 326                | 447                | 431                | 438                | 419                | 281                | 212                | 137                | 103                |

## Nevezetességei
Szűz Mária Megtisztulásának tiszteletére szentelt plébániatemploma 1700 körül épült valószínűleg a régi templom alapjain, melyet még a trogiri Lučić család építtetett. Később többször bővítették. A bejárat mellett két kis ablak található, felette a homlokzatot kőkereszt és hatágú rozetta díszíti. Oromzatán pengefalú harangtorony áll három haranggal. Egyszerű, négyszögletes alaprajzú épület négyszögletes apszissal. 1927-ben téglával burkolták. Homlokzatát 1968-ban újították. 1986-ban új tetőszerkezetet, kapuzatot, ablakokat és kórust kapott. Orgonáját 1988-ban vásárolták. 1994-ben új márvány padozatot, 1996-ban márvány harangtornyot kapott. 1997-ben járdát építettek a déli és a nyugati oldalra, 1998-bana temető nyugati oldalára épült kőkerítés. 2000-ben új keresztutat és egy Jézus bemutatását ábrázoló domborművet szenteltek fel a templomban. A főoltárt, melynek képe Mária mennybevitelét ábrázolja 1917-ben márványra cserélték. A diadalív Boldogasszony képe 1929-ben készült, a Szent Pétert és Pált ábrázoló képek helyi mesterek munkái. 1978-ban a belső teret az új liturgikus előírásoknak megfelelően rendezték át. A hajóban még egy Szent Antal szobor és két fali feszület látható. A templom körüli temetőben 1757-ből származó díszes sírkövet is találtak. A temetőkápolna, mely halottasházként is szolgál Szent Mária Magdolna tiszteletére van szentelve.